# Robert Corvus

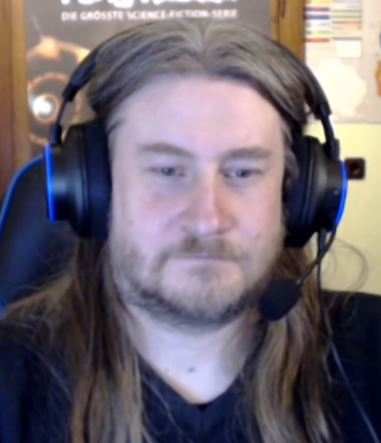
Robert Corvus beim Perry-Rhodan-Online-Abend zu Heft 3100

Robert Corvus (bürgerlich Bernd-Otto Robker, * 20. August 1972 in Bramsche) ist ein deutscher Schriftsteller. Veröffentlicht wurden von ihm hauptsächlich Fantasy-, Science-Fiction- und Vampirliteratur. Vor 2013 veröffentlichte er zusätzlich unter dem Pseudonym Bernard Craw.

## Leben
Noch in seiner Schulzeit mit Abiturabschluss am Greseliusgymnasium in Bramsche verfasste er mehrere Kurzgeschichten und erste Romanentwürfe. Nach dem Dienst bei der Bundeswehr absolvierte er ein Studium der Wirtschaftsinformatik. Er lebte einige Zeit in Schwaben und von 2000 bis 2024 in Köln. Im Januar 2025 zog Corvus nach Epe, ein zur Stadt Bramsche gehöriges Dorf.
In Köln entstand  sein erster Roman Sanguis B., ein 2005 im van Aaken Verlag erschienener „apokalyptischer Vampirthriller“ mit dem Untertitel Vampire erobern Köln. 2007 begann eine Zusammenarbeit mit Fantasy Productions, wo er sowohl für Das Schwarze Auge als auch für BattleTech Romane schrieb. Eine im Jahr 2004 unternommene Weltreise schlug sich in seinem Bericht in Buchform Bei Regen und bei Sonnenschein nieder.
2013 entstand sein erster Roman für die Serie Perry Rhodan Neo, weitere folgten. 2014 steuerte Corvus zwei Romane zur Perry Rhodan Miniserie Stardust bei. Seit 2015 schrieb Corvus verschiedene Romane für die Perry Rhodan-Hauptserie und wurde zunächst als Stammgastautor beschrieben. Seit Band 3150 (Januar 2022) zählt er offiziell zum Autorenstamm der Perry Rhodan-Serie.
Im Wintersemester 2021/22 begleitete er als Gastdozent ein Seminar mit dem Thema „Der Fantasyroman im Literaturunterricht“ an der Universität Münster. Daraus entstand der Roman In den See und nicht zurück, den die vierzig beteiligten Autorinnen und Autoren unter dem Sammelpseudonym Fanny Schreyber veröffentlichten.
Robert Corvus entwickelte und schreibt die 12-bändige Abenteuer-Serie im Taschenheft Format Die Vagabunden, die seit September 2024 monatlich im Bastei-Verlag erscheint.
2024 wurde Corvus auf dem Buchmesse Convent mit dem BuCon-Ehrenpreis ausgezeichnet.
Corvus lebt und arbeitet seit Januar 2025 wieder in Epe bei Bramsche, wo er auch aufgewachsen ist.

## Werke (unter Bernard Craw)
Neben zahlreichen Kurzgeschichten in Anthologien verfasste Robker unter dem Namen Bernard Craw:

### ReiheDas Schwarze Auge
- Die Türme von Taladur I: Türme im Nebel. Ulisses, 2011, ISBN 978-3-86889-166-9.
- Isenborn I: Stein. Fantasy Productions, 2010, ISBN 978-3-89064-141-6.
- Isenborn II: Erz. Fantasy Productions, 2010, ISBN 978-3-89064-142-3.
- Isenborn III: Eisen. Fantasy Productions, 2010, ISBN 978-3-89064-143-0.
- Isenborn IV: Stahl. Fantasy Productions, 2010, ISBN 978-3-89064-144-7.
- Im Schatten der Dornrose. Fantasy Productions, 2009, ISBN 978-3-89064-136-2.
- Todesstille. Fantasy Productions, 2009, ISBN 978-3-89064-246-8.

### ReiheClassic BattleTech
- Andurienkriege 3: Gier. Ulisses, 2014, ISBN 978-3-95752-022-7.
- Andurienkriege 2: Zorn. Ulisses, 2012, ISBN 978-3-86889-165-2.
- Andurienkriege 1: Präludium. Ulisses, 2012, ISBN 978-3-86889-164-5.
- Karma. Fantasy Productions, 2007, ISBN 978-3-89064-454-7.

### Einzeltitel
- Sanguis B. Köln : van Aaken, 2005, ISBN 3-938244-09-7.
- Bei Regen und bei Sonnenschein. - Gedanken und Erfahrungen eines Weltgereisten. 2007, Verlag: Michael Haitel p.machinery., ISBN 978-3-00-020612-2.

## Werke (unter Robert Corvus)

### Die Schattenherren
- Giftschatten. Piper, 2013
- Feind. Piper, 2013, ISBN 978-3-492-26913-1.
- Knecht. Piper, 2013, ISBN 978-3-492-26926-1.
- Herr. Piper, 2014, ISBN 978-3-492-26957-5.

### Die Schwertfeuer-Saga
- Rotes Gold. Piper, 2016, ISBN 978-3-492-28063-1., Neuausgabe: Rotes Gold. Atlantis Verlag, 2024, ISBN 978-3-86402-919-6.
- Söldnergold. Piper, 2017
- Weißes Gold. Piper, 2017, ISBN 978-3-492-28076-1. Neuausgabe: Weißes Gold. (inklusive Söldnergold) Atlantis Verlag, 2024, ISBN 978-3-86402-942-4.
- Grünes Gold. Piper, 2017, ISBN 978-3-492-28128-7.

### Das Volk der Leere
- Feuer der Leere. Piper, 2017, ISBN 978-3-492-70439-7.
- Das Imago-Projekt. Piper, 2018, ISBN 978-3-492-70482-3.

### Gezeiten der Macht
- Berg der Macht. Piper, 2019, ISBN 978-3-492-28172-0.
- Ströme der Macht. Piper, 2019, ISBN 978-3-492-26011-4.
- Ruinen der Macht. Piper, 2020, ISBN 978-3-492-28219-2.

### Die Phileasson-Saga
(zusammen mit Bernhard Hennen)
- Nordwärts. Heyne, 2016, ISBN 978-3-453-31751-2.
- Himmelsturm. Heyne, 2016, ISBN 978-3-453-31752-9.
- Die Wölfin. Heyne, 2016, ISBN 978-3-453-31753-6.
- Silberflamme. Heyne, 2017, ISBN 978-3-453-31824-3.
- Schlangengrab. Heyne, 2018, ISBN 978-3-453-31849-6.
- Totenmeer. Heyne, 2018, ISBN 978-3-453-31850-2.
- Rosentempel. Heyne, 2019, ISBN 978-3-453-31968-4.
- Elfenkrieg. Heyne, 2020, ISBN 978-3-453-31986-8.
- Echsengötter. Heyne, 2020, ISBN 978-3-453-31987-5.
- Nebelinseln. Heyne, 2022, ISBN 978-3-453-32084-0.
- Elfenkönig. Heyne, 2022, ISBN 978-3-453-53496-4.
- König der Meere. Heyne, 2023, ISBN 978-3-453-53497-1.

### Einzeltitel
- Schattenkult. Piper, 2014, ISBN 978-3-492-26978-0.
- Grauwacht. Piper, 2015, ISBN 978-3-492-26994-0.
- Drachenmahr. Piper, 2015, ISBN 978-3-492-28015-0.
- Sternenbrücke. Piper, 2022, ISBN 978-3-492-70626-1.
- Sterrenbrug, Uitgeverij Macc, 16. August 2024 (Sternenbrücke in Übersetzung ins Niederländische)

### Perry Rhodan

#### Perry Rhodan – Dunkelwelten
- Schwarze Frucht. Bastei Lübbe, 2019, ISBN 978-3-404-20943-9.

#### Perry Rhodan Neo (Seit 2013)
- 58: Das Gift des Rings (2013)
- 64: Herrin der Flotte (2014)
- 72: Epetrans Vermächtnis, mit Oliver Plaschka (2014)
- 73: Die Elysische Welt, mit Oliver Plaschka (2014)
- 77: Eine Falle für Rhodan (2014)
- 311: Stumm, mit Marie Erikson (2023)

#### Perry Rhodan – Stardust. (2014)
- 4: Die Ruinenstadt (2014)
- 5: Kommando Virenkiller (2014)

#### Perry Rhodan (Seit 2015)
- 2824: Ein Stern in der Dunkelheit (2015)
- 2825: Unter dem Sternenbaldachin (2015)
- 2884: Unter allem Grund (2016)
- 2885: Der Leidbringer (2016)
- 2911: Riss im Lügennetz (2017)
- 2912: Der letzte Galakt-Transferer (2017)
- 2953: Der Mann von den Sternen (2018)
- 3101: Die Letzten der Lemurer (2021)
- 3102: Der Eiserne Kontinent (2021)
- 3118: Jäger und Sucher (2021)
- 3119: Gemeinsam für Ghuurdad (2021)
- 3137: Die Jül-Partikuliere (2021)
- 3147: Das Ende der Zweifler (2021)
- 3163: Freundliches Feuer (2022)
- 3172: Meister des Hyper-Eises (2022)
- 3173: Meisterin der unbesiegbaren Schatten (2022)
- 3187: Lockruf der schwarzen Lohe (2022)
- 3195: Der Überläufer (2022)
- 3200: Mission MAGELLAN (2022)
- 3201: Die Vollkommenen (2022)
- 3211: Hüter der Schönheit, mit Verena Themsen (2023)
- 3212: Die Zufallsschlacht (2023)
- 3217: Griff nach den Sternen (2023)
- 3233: Das blaue Phantom (2023)
- 3234: Cyberflora (2023)
- 3240: Ewig lebe der Ganjo! (2023)
- 3242: Koicherts Wissen (2023)
- 3254: Jägermond (2023)
- 3255: Das Imagonon (2024)
- 3267: Der Konstruktor (2024)
- 3275: Abschied im fremden Universum (2024)
- 3282: Jenseits von Allerorten (2024)
- 3289: Zeit der Diplomaten (2024)
- 3290: Gravitationsdrift (2024)
- 3298: Täuscher und Helfer (2024)

### Die Vagabunden-Die Fantasy-Serie von Robert Corvus
- Band 1: Das Mündel der Drachen, Bastei Verlag (September 2024)
- Band 2: Die Sonnenruine, Bastei Verlag (Oktober 2024)
- Band 3: Im Einhornwald, Bastei Verlag (November 2024)
- Band 4: Schlangennest, Bastei Verlag (Dezember 2024)
- Band 5: Die Schönheit des Waldes, Bastei Verlag (Januar 2025)
- Band 6: Die geflochtene Stadt, Bastei Verlag (Februar 2025)
- Band 7: Auf weiten Wegen, Bastei Verlag (März 2025)
- Band 8: Der Artefakt-Hort, Bastei Verlag (April 2025)
- Band 9: Das behütete Volk, Bastei Verlag (Mai 2025)
- Band 10: Orkenzorn, Bastei Verlag (Juni 2025)
- Band 11: Die Sonnenschlacht, Bastei Verlag (Juli 2025)
- Band 12: Das Schicksalstor, Bastei Verlag (August 2025)